# Christof Hättig
Christof Hättig (* 1967 in Mainz) ist ein deutscher theoretischer Chemiker an der Ruhr-Universität Bochum.

## Leben
Hättig studierte an der Rheinischen Friedrich-Wilhelms-Universität Bonn Chemie. Er promovierte 1995 bei Bernd Artur Heß in Theoretische Chemie über die Entwicklung, Implementierung und Anwendung einer Korrelationsmethode für frequenzabhängige Polarisierbarkeiten. Danach arbeitete er ein Jahr als Assistent bei Bernd Artur Heß. 1996 wechselte er an die Universität Aarhus in der Arbeitsgruppe von Poul Jørgensen, wo er zunächst als Postdoc und später als Forskningsadjunkt (Assistant Research Professor) an der Weiterentwicklung der Coupled-Cluster-Response-Theorie und deren Implementierung in dem Quantenchemiepaket Dalton arbeitete. Von 1999 bis 2006 war Hättig zunächst wissenschaftlicher Mitarbeiter und später Leiter einer Nachwuchsgruppe am Institut für Nanotechnologie des Forschungszentrums Karlsruhe. Hättig habilitierte sich 2003 an der Universität Karlsruhe (TH) in Theoretischer Chemie mit einer Arbeit über Coupled-Cluster-Methoden zur Berechnung nichtlinearer optischer Eigenschaften und angeregter Zustände von Molekülen.
Seit 2006 ist Hättig Universitätsprofessor an der Ruhr-Universität Bochum, wo er die Arbeitsgruppe Quantenchemie leitet.
2007 gehörte Hättig zu den Gründern der TURBOMOLE GmbH.

## Auszeichnungen (Auswahl)
- 2004: Hans G. A. Hellmann-Preis der Arbeitsgemeinschaft Theoretische Chemie.[4]